# Puèigirond
Puygiron és un municipi francès situat al departament de la Droma i a la regió d'Alvèrnia-Roine-Alps. L'any 2007 tenia 414 habitants. La ciutat més important més propera és Montelimar.

## Demografia

### Població
El 2007 la població de fet de Puygiron era de 414 persones. Hi havia 154 famílies de les quals 36 eren unipersonals (20 homes vivint sols i 16 dones vivint soles), 47 parelles sense fills, 59 parelles amb fills i 12 famílies monoparentals amb fills.
La població ha evolucionat segons el següent gràfic:
Habitants censats

### Habitatges
El 2007 hi havia 187 habitatges, 164 eren l'habitatge principal de la família, 13 eren segones residències i 10 estaven desocupats. 184 eren cases i 3 eren apartaments. Dels 164 habitatges principals, 126 estaven ocupats pels seus propietaris, 25 estaven llogats i ocupats pels llogaters i 12 estaven cedits a títol gratuït; 6 tenien dues cambres, 23 en tenien tres, 43 en tenien quatre i 92 en tenien cinc o més. 123 habitatges disposaven pel capbaix d'una plaça de pàrquing. A 52 habitatges hi havia un automòbil i a 102 n'hi havia dos o més.
L'església és el lloc més conegut, molta gent el sol·licita per fer-hi bodes comunions o batejos.

### Piràmide de població
La piràmide de població per edats i sexe el 2009 era:
| Homes | Edats   | Dones |
| ----- | ------- | ----- |
| 0     | 95 o +  | 0     |
| 0     | 90 a 94 | 0     |
| 4     | 85 a 89 | 0     |
| 0     | 80 a 84 | 0     |
| 8     | 75 a 79 | 4     |
| 4     | 70 a 74 | 0     |
| 16    | 65 a 69 | 24    |
| 8     | 60 a 64 | 16    |
| 12    | 55 a 59 | 16    |
| 16    | 50 a 54 | 8     |
| 12    | 45 a 49 | 12    |
| 16    | 40 a 44 | 12    |
| 4     | 35 a 39 | 12    |
| 16    | 30 a 34 | 12    |
| 8     | 25 a 29 | 0     |
| 4     | 20 a 24 | 8     |
| 8     | 15 a 19 | 16    |
| 20    | 10 a 14 | 12    |
| 12    | 5 a 9   | 12    |
| 4     | 0 a 4   | 8     |

## Economia
El 2007 la població en edat de treballar era de 251 persones, 183 eren actives i 68 eren inactives. De les 183 persones actives 166 estaven ocupades (97 homes i 69 dones) i 18 estaven aturades (7 homes i 11 dones). De les 68 persones inactives 22 estaven jubilades, 22 estaven estudiant i 24 estaven classificades com a «altres inactius».

### Ingressos
El 2009 a Puygiron hi havia 163 unitats fiscals que integraven 411 persones, la mediana anual d'ingressos fiscals per persona era de 19.892 €.

### Activitats econòmiques
Dels 19 establiments que hi havia el 2007, 1 era d'una empresa de fabricació d'altres productes industrials, 5 d'empreses de construcció, 3 d'empreses de comerç i reparació d'automòbils, 2 d'empreses d'hostatgeria i restauració, 1 d'una empresa financera, 1 d'una empresa immobiliària, 5 d'empreses de serveis i 1 d'una entitat de l'administració pública.
Dels 4 establiments de servei als particulars que hi havia el 2009, 2 eren paletes i 2 electricistes.
L'any 2000 a Puygiron hi havia 10 explotacions agrícoles que ocupaven un total de 200 hectàrees.

## Equipaments sanitaris i escolars
Puygiron compte amb una escola primaria. No té cap establiment mèdic.

## Poblacions més properes
El següent diagrama mostra les poblacions més properes.